# A Very Young Lady
Pour plus de détails, voir Fiche technique et Distribution.
A Very Young Lady est un film américain en noir et blanc réalisé par Harold D. Schuster, sorti en 1941.
Il s'agit du remake du film de 1936 : Dortoir de jeunes filles (Girls' Dormitory).

## Synopsis
Kitty Russell est envoyée dans une « Finishing school » (pensionnat) pour apprendre à dompter ses manières. Là-bas, elle a le béguin pour le directeur, le docteur Franklin Meredith, qui est également l'objet de l'admiration de l'une des enseignantes.

## Fiche technique
- Titre original : A Very Young Lady
- Réalisation : Harold D. Schuster
- Scénario : Elaine Ryan (en)
  - d'après la pièce de théâtre de Érettségi de Ladislas Fodor (1934)
- Photographie : Edward Cronjager
- Montage : James B. Clark
- Musique : David Buttolph, Cyril J. Mockridge
- Producteur : Robert Kane (producer) (en)
- Société de production et de distribution : 20th Century Fox
- Pays de production :  États-Unis
- Langue originale : anglais américain
- Format : noir et blanc — 35 mm — 1,37:1 — son : mono (RCA Sound System)
- Genre : comédie romantique
- Durée : 80 minutes
- Date de sortie :
  - États-Unis : 27 juin 1941

## Distribution
- Jane Withers : Kitty Russell
- Nancy Kelly : Alice Carter
- John Sutton : le dr. Franklin Meredith
- Janet Beecher : Miss Steele
- Richard Clayton (actor) (en) : Tom Brighton
- June Carlson (en) : Madge
- Charles Halton : Oliver Brixton
- Cecil Kellaway : le professor Starkweather
- Marilyn Kinsley  : Susie
- JoAnn Ransom  : Linda
- Catherine Henderson  : Jean
- Lucita Ham  : Sarah
- June Horne  : Beth
- Eddie Acuff (en) : le sheriff Bill Stone
- Dorothy Moore : Miss Clayton
- William Edmunds : Abner
- Henry Roquemore : le chef de gare